# Gymnobela daphnelloides
Gymnobela daphnelloides is een slakkensoort uit de familie van de Raphitomidae. De wetenschappelijke naam van de soort is voor het eerst geldig gepubliceerd in 1895 door Dall.